# James Blades
Pour les articles homonymes, voir Blades.
James Blades, né le 9 septembre 1901 à Peterborough en Angleterre et mort le 19 mai 1999 à Cheam, est un  percussionniste anglais. Il est décoré de l'Ordre de l'Empire britannique.

## Biographie
James Blades naît le 9 septembre 1901 à Peterborough,. Il est l'aîné des quatre fils et de la fille de Thomas Weston Blades (1879-1953), compagnon tailleur, et de son épouse, Catherine Close (morte en 1921).
La première femme de James Blades, Olive, meurt peu après la fin de la guerre, il épouse en 1948 avec la hautboïste Joan Goossens.
Il est un associé de longue date de Benjamin Britten, avec qui il conçoit de nombreux effets de percussion inhabituels  du compositeur. En 1954, il est nommé Professeur de Percussion à l'Académie Royale de Musique,.
En tant que musicien de chambre, il joue avec l'Ensemble Melos et l'English Chamber Orchestra.
Parmi les élèves de James Blades figurent les batteurs de rock Max Sedgley (en), Carl Palmer et Richard James Burgess (en), ainsi que la percussionniste Evelyn Glennie,.
Sa création la plus célèbre et largement entendue est le son du "V de la Victoire" en morse, l'introduction des diffusions de la BBC pour la Résistance Européenne au cours de la seconde Guerre Mondiale,, et le son du gong vu au début des films produits par le Rank Organisation. Il joue ce son sur un tam-tam. À l'écran, le son de James Blades est mimé par le "Gongman".
Il est l'un des percussionnistes les plus éminents de la musique occidentale, avec une carrière longue et variée. Son livre Percussion Instruments and their History (1971) est un ouvrage de référence sur le sujet,.
Son autobiographie, Drum Roll: A Professional Adventure from the Circus to the Concert Hall a été publié par Faber & Faber en 1977.
James Blades meurt le 19 mai 1999 à Cheam.

## Publications
- Orchestral Percussion Techniques (Oxford: University, 1961)  (ISBN 978-0-19-318801-3)
- Percussion Instruments and their History (London: Faber & Faber, 1971)  (ISBN 978-0-571-08858-4)
- Orchestral Percussion Techniques (Oxford: University, 1973)  (ISBN 978-0-19-318803-7)
- Percussion Instruments and their History (London: Faber & Faber, 1975)  (ISBN 978-0-571-10360-7)
- Percussion Instruments and their History (London: Faber & Faber, 1975)  (ISBN 978-0-571-04832-8)
- Early Percussion Instruments from the Middle Ages to the Baroque (Oxford: University, 1976)  (ISBN 978-0-19-323176-4) (avec Jeremy Montagu)[7]
- Drum Roll: A Professional Adventure from the Circus to the Concert Hall (London: Faber & Faber, 1977)  (ISBN 978-0-571-10107-8)
- Ready to Play (London: BBC, 1978)  (ISBN 978-0-563-17610-7) (with Carole Ward)
- From Cave to Cavern (London: Sussex, 1982)  (ISBN 978-1-86013-138-7)
- A Check-List of the Percussion Instruments in the Edinburgh University Collection of Historic Musical Instruments (Edinburgh: Reid School of Music, 1982)  (ISBN 978-0-907635-07-9)
- Percussion Instruments and their History (London: Faber & Faber, 1984)  (ISBN 978-0-571-18081-3)
- How to Play Drums (London: Penguin, 1985)  (ISBN 978-0-241-11670-8) (with Johnny Dean)
- Percussion Instruments and their History (London: Pro Am Music Resources, 1992)  (ISBN 978-0-933224-71-1)
- These I Have Met... (London: Music Sales, 1998)  (ISBN 978-0-905210-77-3)
- How to Play Drums (London: St Martins, 1992)  (ISBN 978-0-312-08212-3) (with Johnny Dean)
- Percussion Instruments and their History (London: Kahn & Averill, 1993)  (ISBN 978-1-871082-36-4)
- Percussion Instruments and their History (London: Kahn & Averill, 2006)  (ISBN 978-0-933224-61-2)